# Нужник
Нужник, клозет (стфранц. clos, лат. clausum од claudere — „закључати, затворити”) или ве-це (енгл. WC /water closet/) јесте простор у коме се одлажу течни продукти метаболизма човека, фекалије (фецес и урин). Значај овог одлагања на тачно одређеном и зато предвиђеном месту, по одређеним технолошко-хигијенским правилима је у превентивној функцији спречавања зараза и човека и животиња које би заразу преносиле.
Према подацима Уједињених нација из 2016. године, око 2,4 милијарде људи широм света нема адекватан приступ клозетима.

## Опште информације
Тоалети могу бити са водом за испирање или без ње. Могу бити постављени за седећи или чучећи положај. Тоалети са испирањем су обично повезани са канализационим системом у урабаним областима и са септичким јамама у мање изграђеним подручјима. Суви тоалети су повезани са јамом, покретним контејнером, компостирајућом комором, или неком другом направом за складиштење и третирање фекалија. Тоалети се обично праве од керамике (порцелана), бетона, пластике, или дрвета. У приватним кућама, тоалет, лавабо, када, или туш могу да буду у истој просторији. Једна друга опција је да постоји једна просторија за прање тела (купатило) и засебна просторија за тоалет и сливник за прање руку (тоалетна просторија). Јавни тоалети се састоје од једног или више тоалета (и обично писоара) који су доступни за употребу јавности. Преносни тоалети или хемијски тоалети могу бити донети ради великих и привремених окупљања.
Многа сиромашна домаћинства у земљама у развоју користе веома једноставне, а често и нехигијенске тоалете, на пример једноставна пољске тоалете и тоалете у виду кофе који се обично постављају изван куће. Глобално, скоро једна милијарда људи уопште нема приступ адекватном тоалету, те су присиљени да врше дефекацију на отвореном (посебно у Индији). Болести које се преносе путем фекално-оралне руте или путем воде, као што су колера и дијареја, могу се ширити услед отворене дефекације. Оне се исто тако могу ширити помоћу тоалета који нису безбедни, и који узрокују загађење површинске воде или подземне воде. Историјски, санитација је била проблем од најранијих фаза људских насеља. Циљ одрживог развоја број 6 позива на увођење „адекватне и непристрасне санитације и хигијене за све и окончање праксе отворене дефекације до 2030. године”.
Људи користе различите врсте тоалета у зависности од земље у којој се налазе. У земљама у развоју, приступ тоалетима је такође повезан са социо-економским статусом људи. Сиромашни људи у земљама са ниским приходима често уопште немају тоалет и уместо тога прибегавају отвореноj дефекацији. Ово је део санитарне кризе на коју међународне иницијативе (као што је Светски дан тоалета) скрећу пажњу.

## Историја
Оног момента када је човек почео да бира место на коме ће одложити продукте свога метаболизма, а не на било ком месту, више је напредовао него колико ће напредовати од тог времена до времена данашњих клозета. Велика промена био је и следећи корак када је налазио скривена места склоњена од насеља у којима је боравио и стаза којима је пролазио.
Тек је значајан напредак и човека и клозета онај када је неестетске и дегутантне продукте сопственог метаболизма почео да затрпава. Тако је постепено, како то бива и у свим другим његовим сазревањима и напредовањима дошао и до просторије у којој се и несметано и хигијенски вршило ово одлагање. Коначно је у просторијама копао рупе које би после затрпавао земљом, или би постављао посуде, чији би садржај повремено истресао.
Модерни клозети су настали у давно доба цца 25. векова п. н. е. — људи из области Харапа у данашњем Пакистану имали су водене тоалете у свакој кући који су били спојени покривеним каналима од печене глинене опеке. Клозети су постојали и у старом веку у Египту и Кини. У Риму су неки клозети били део јавних купатила, где су мушкарци и жене били измешани у заједничком друштву. Коначно с изумом клозетска шоља, и њеним прикључењем на водоводне и канализационе инсталације, настали су данашњи клозети.
Као проналазач клозетског уређаја са испирањем сматра се сир Џон Харингтон 1596. године и ако су се у викторијанске доба развиле побољшане регулације које је вероватније направио Александар Комнинг него Томас Карпер како се то уобичајено наводи и ови клозети су се раширили. Пре и после прелазног доба многи људи су употребљавли екстерне клозете.

## Типови клозета према конструкцији
Постоји много типова клозета и много начина хигијенског чишћења тела после употребе клозета. Највише зависи од обичаја локалних извора. Неки клозети су прилагођени за инвалиде и они имају приступ за колица а често и могућности за придржавања.
На западу је најчешћи облик испирајућег клозета, иако се чучавци употребљавају у социјалним уређењима. Клозети могу бити нпр.:
- Испирајући клозет
- чучећи колозет
- хемијски клозет
- клозет са уграђеним бидеом
- писоар
  - писоар прикачен за зид
  - писоар на тлу
  - каналски писоар
- суви клозет
  - јамски клозет: чест за кампинге и друге провизорне акције
  - компостни клозет: који је чест на селима али и код неких савремених еколошки пројектованих зграда.

У кући може да буде клозет у истој просторији као и туш, када, умиваоник као и одељено.

## Клозети према намени
Кућни клозети
Јавни клозети
Јавни клозети су често одељени у кабинама а умиваоници су заједнички. Уређаји за мушкарце често имају писоаре који су причвршћени на зиду или текуће канале који су заједнички.
Клозети у екстеријеру имају форму јавне организације и уређења. Постоје варијанте без канализације са једноставним дизајнима до луксузних верзија које се аутоматски чисте после сваке употребе.
Неки клозети на селу за јавну употребу могу бити прикљчени на канализацијску мрежу или се складиште и одвозе отпад- чисте по потреби. Многи клозети се чисте на месту али има и такових које су мобилни и чисте се у централама.
Неки клозети су бесплатни а неки се плаћају скупљањем новца на разне начине било са контролом или без ње. На многим аутобусним и жељезничким станицама су инсталирани клозети са плаћеном употребом.
Клозети у саобраћају
Клозети су уобичајено у авионима, возу, често међумесном аутобуском саобраћају, трајектима, али не и метроима, трамвајима и другим аутобусима.